# 孝恵太后

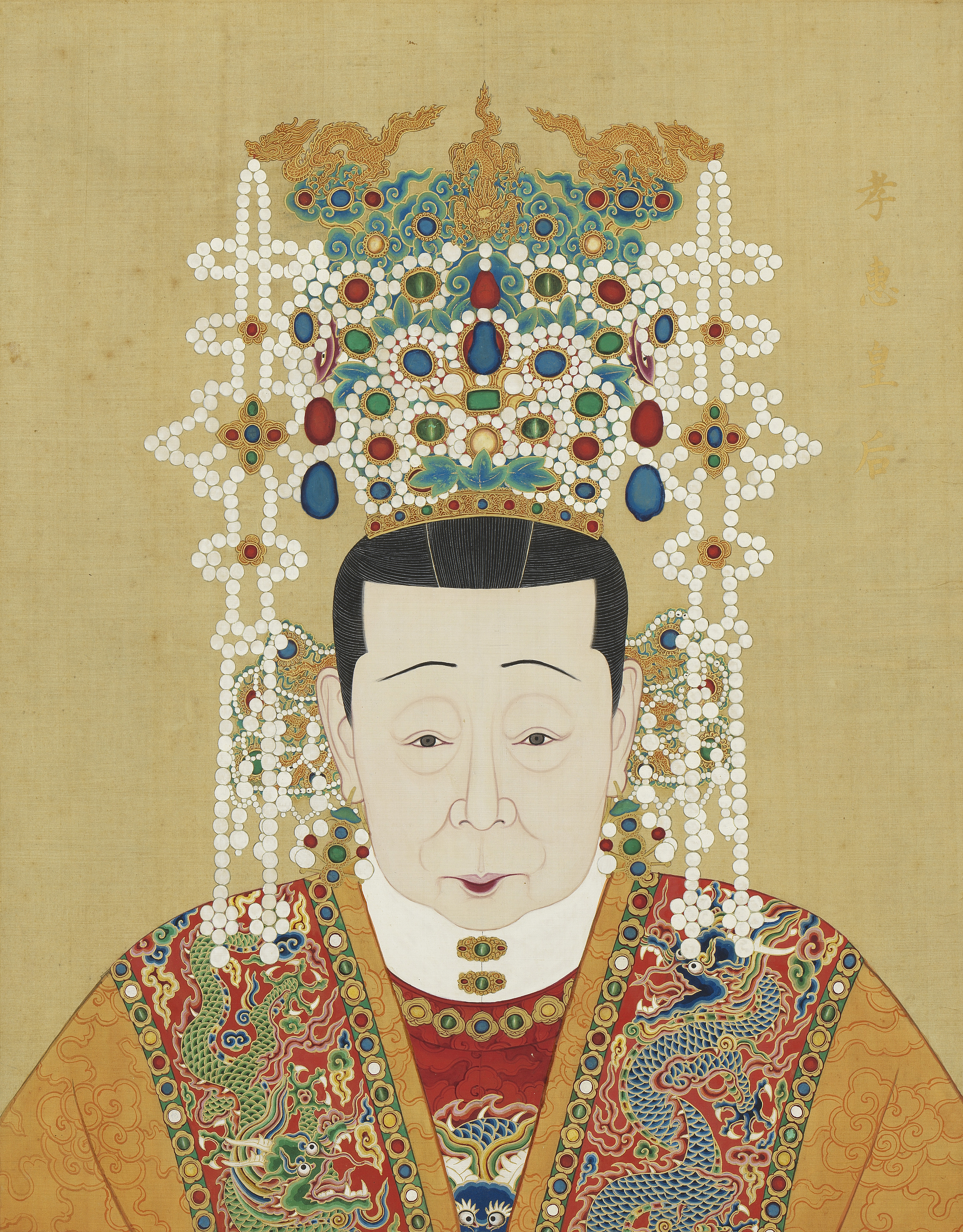
孝恵太后邵氏

孝恵太后（こうけいたいごう、1440年代？ - 嘉靖元年11月18日（1522年12月5日））は、明の成化帝の妃嬪で嘉靖帝の祖母。姓は邵氏（しょうし）。

## 経歴
杭州の貧民であった邵林と楊氏のあいだの娘に生まれた。幼いころから聡明で、容貌も美しかったが、婚約者がことごとく早世して7人に達した。天順4年（1460年）、杭州鎮守太監のもとに売られ、後宮に入った。
成化帝は邵氏の詩才を好み、寵愛した。成化12年（1476年）に、皇四子朱祐杬を産んで、宸妃に封ぜられた。成化23年（1487年）、成化帝の崩御の前に、貴妃に進封された。
朱祐杬の遺児の嘉靖帝が即位することになると、大いに喜んだ。嘉靖元年（1522年）、寿安皇太后と尊封され、同年11月に崩じた。孝恵康粛温仁懿順協天祐聖皇后と追尊され、成化帝と合葬された。弟の邵喜は伯爵（昌化伯）に封じられた。

## 子女
- 朱祐杬 − 嘉靖帝から献皇帝と追尊された
- 朱祐棆 − 岐恵王
- 朱祐枟 − 雍靖王

## 伝記資料
- 『明世宗実録』
- 『贈特進栄禄大夫柱国昌化伯邵公神道碑』